# Tini Wagner

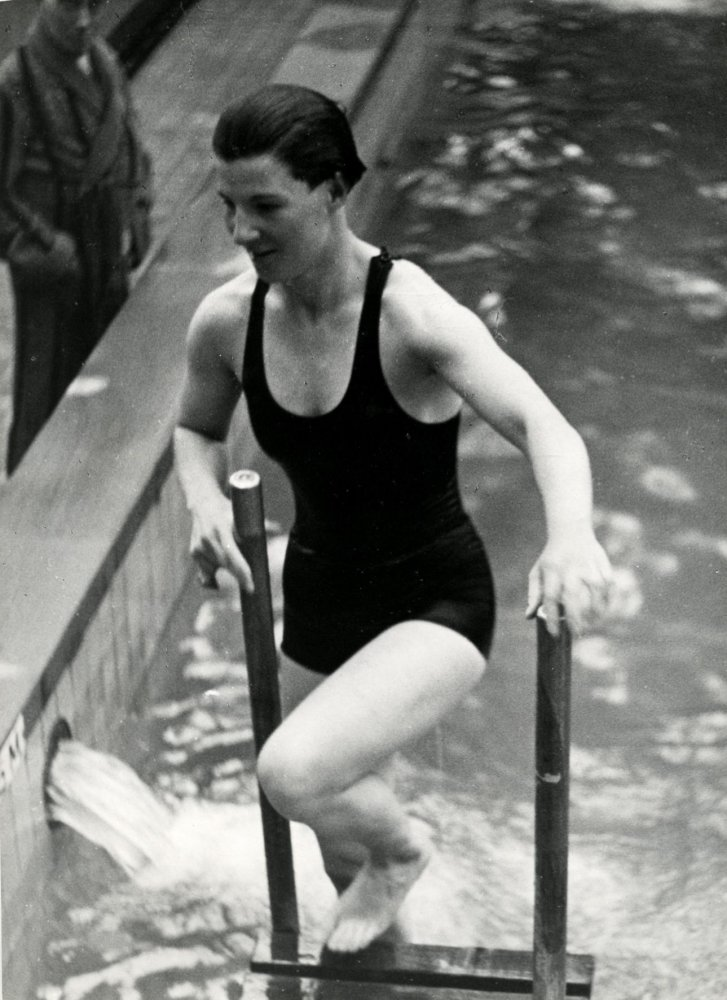
Tini Wagner (1936)

Catharina „Tini“ Wilhelmina Wagner, nach Heirat Catharina Wilhelmina Boekhorst, (* 17. Dezember 1919 in Amsterdam; † 2. Juni 2004 in Soest) war eine niederländische Schwimmerin, die 1936 Olympiasiegerin wurde.

## Karriere
Tini Wagner stellte im Frühjahr 1936 drei Weltrekorde auf, zwei davon waren Freistilrekorde über auf dem europäischen Festland eher unübliche Yard-Strecken. Aber im Mai 1936 verbesserten Jopie Selbach, Rie Mastenbroek, Tini Wagner und Willy den Ouden den Weltrekord in der 4-mal-100-Meter-Freistilstaffel auf 4:32,8 Minuten. Tini Wagner gewann außerdem 1936 ihren ersten niederländischen Meistertitel über 400 Meter Freistil, 1937 siegte sie abermals.
Bei den Olympischen Spielen 1936 in Berlin erreichten mit Mastenbroek, den Ouden und Wagner drei Niederländerinnen das Finale über 100 Meter Freistil. Rie Mastenbroek gewann die Goldmedaille vor der Argentinierin Jeanette Campbell und der Deutschen Gisela Arendt, die drei Medaillengewinnerinnen schlugen innerhalb von 0,7 Sekunden an. Eine Sekunde hinter Arendt belegte Willy den Ouden den vierten Platz, Tini Wagner wurde Fünfte. Selbach, Mastenbroek, Wagner und den Ouden gewannen den Staffelvorlauf mit 2,4 Sekunden Vorsprung vor den Deutschen. Das Finale war erneut ein Zweikampf zwischen diesen beiden Staffeln, die niederländische Staffel siegte in 4:36,0 Minuten mit 0,8 Sekunden Vorsprung auf die Deutschen. Die Bronzemedaille ging an die Staffel aus den Vereinigten Staaten, die zuvor viermal in Folge die Goldmedaille erschwommen hatte. Mastenbroek und Wagner erreichten auch das Finale über 400 Meter Freistil. Während Mastenbroek hier eine weitere Goldmedaille erhielt, belegte Wagner mit fast zwanzig Sekunden Rückstand auf Mastenbroek den achten Platz.
Tini Wagner schwamm für die Zwemvereniging Het Y aus Amsterdam.